# 池添学
池添 学（いけぞえ まなぶ、1980年9月2日 - ）は、日本中央競馬会(JRA)・栗東トレーニングセンターに所属する調教師。滋賀県出身。
父は元JRA調教師の池添兼雄、兄はJRA騎手の池添謙一。

## 来歴
少年時代は騎手志望で、家族の中で1人だけ体が大きくなり、騎手への道を断念した。ちょうど同時期、調教師試験の勉強中であった父の兼雄（当時は鶴留明雄厩舎の調教助手）から「その体重では騎手は無理だから、調教師の道を目指したらどうだ」と言われ、調教師を志すようになる。小学生から馬術を始め、栗東高等学校時代には「なみはや国体」で優勝。明治大学では強豪の馬術部でキャプテンを務めるなど学生馬術の頂点に立った。
大学卒業後にはノーザンファームで働き始め、アイルランドに渡りエイダン・オブライエン厩舎に従事。帰国後、競馬学校を経て2006年から父の厩舎で厩務員となり、後に調教助手となる。角居勝彦厩舎やノーザンファームでも研修を積み、2013年に4回目の挑戦で調教師試験に合格。兄の謙一は「弟の馬でGIを勝つという夢ができた」とコメントした。
2015年3月8日、阪神2Rの未勝利戦をメラグラーナで制し、開業後2戦目でJRA初勝利を挙げ、開業初年度の21勝は日本記録タイとなる。ノーザンファームで働いていた繋がりで外厩のノーザンファームしがらきを併用し吉田勝己と連携をとりながら調教を進めている。
2017年のオーシャンステークス(GIII)をメラグラーナで制し、重賞初制覇を果たした。
2019年6月23日に函館4Rで勝利しJRA通算100勝を達成。
2021年のスプリングステークス(GII)を兄・謙一騎乗のヴィクティファルスで制し、兄弟コンビでの重賞初制覇を果たした。
2022年3月26日に中京9Rで勝利しJRA通算200勝を達成。
2022年のホープフルステークスをドゥラエレーデで制し、GI初制覇を果たした。

## 調教師成績

### 概要
|            | 日付           | 競馬場・開催   | 競走名          | 馬名               | 頭数 | 人気 | 着順 |
| ---------- | -------------- | -------------- | --------------- | ------------------ | ---- | ---- | ---- |
| 初出走     | 2015年3月7日   | 1回阪神3日4R   | 障害4歳上未勝利 | カシノランナウェイ | 14頭 | 1    | 9着  |
| 初勝利     | 2015年3月8日   | 1回阪神4日2R   | 3歳未勝利       | メラグラーナ       | 16頭 | 2    | 1着  |
| 重賞初出走 | 2016年1月16日  | 1回中京1日11R  | 愛知杯          | ヴィルジニア       | 18頭 | 10   | 6着  |
| 重賞初勝利 | 2017年3月4日   | 2回中山4日11R  | オーシャンS     | メラグラーナ       | 16頭 | 1    | 1着  |
| GI初出走   | 2016年5月22日  | 2回東京10日11R | 優駿牝馬        | ロッテンマイヤー   | 18頭 | 7    | 13着 |
| GI初勝利   | 2022年12月28日 | 5回中山9日11R  | ホープフルS     | ドゥラエレーデ     | 18頭 | 14   | 1着  |

### 年度別成績
- 池添学の年度別成績（netkeiba.com）を参照

## 主な管理馬
太字はGI・JpnI競走を示す
- カシノランナウェイ（2015年霧島賞）
- メラグラーナ（2017年オーシャンステークス）
- エアアルマス（2020年東海ステークス）
- サラキア（2020年府中牝馬ステークス）
- ヴィクティファルス（2021年スプリングステークス）
- カテドラル（2021年京成杯オータムハンデキャップ）
- アンドヴァラナウト（2021年ローズステークス）
- プラダリア（2022年青葉賞、2023年京都大賞典、2024年京都記念）
- ブトンドール（2022年函館2歳ステークス）
- ドゥラエレーデ（2022年ホープフルステークス）
- マッドクール（2024年高松宮記念）
- トータルクラリティ（2024年新潟2歳ステークス）
- サフィラ（2025年阪神牝馬ステークス）

出典:

## 主な厩舎スタッフ
- 大下智（2017年-、騎手・調教助手）